# Srebrni mač
Srebrni mač (lat. Argyroxiphium), biljni rod od nekoliko vrsta trajnica endemičnih za Havajsko otočje. Pripada porodici glavočika i podtribusu Madiinae. Ime je dobila po srebrnim dlačicama za zaštitu od visokog UV zračenja, kojima su prekriveni šiljasti usko lancetasti prizemni listovi koji mogu izrasti u gustoj rozeti od 15–40 cm dužine i do 1,5 cm širine.
Najpoznatija je Argyroxiphium sandwicense, koja može živjeti od 20 do 50 godina, kroz koje vrijeme samo jednom procvjeta

## Vrste
1. Argyroxiphium caligini C.N.Forbes
2. Argyroxiphium grayanum (Hillebr.) O.Deg.
3. Argyroxiphium × kai (C.N.Forbes) D.D.Keck
4. Argyroxiphium kauense (Rock & Neal) O.Deg. & I.Deg.
5. Argyroxiphium sandwicense DC.
6. Argyroxiphium virescens Hillebr.